# Menisporopsis heterosetulosa
Menisporopsis heterosetulosa är en svampart som beskrevs av Cano, R.F. Castañeda & Guarro. Menisporopsis heterosetulosa ingår i släktet Menisporopsis och familjen Chaetosphaeriaceae.   Inga underarter finns listade i Catalogue of Life.